# Daouda Sow (boxe anglaise)
Pour les articles homonymes, voir Daouda Sow.
Daouda Sow est un boxeur français né le 19 janvier 1983 à Roubaix. Il a été vice-champion olympique (2008) mais aussi deux fois champion de France chez les amateurs, et autant chez les professionnels.

## Carrière

### Boxe amateur
Daouda commence la boxe à l'âge de 13 ans. Il devient champion de France amateur catégorie poids mouches en 1999, puis en catégorie poids coqs l'année suivante. Il rentre alors dans un centre de formation en choisissant la voie sport étude. Successivement en 2004 et 2005, il parvient en finale de championnat mais ne parvient pas à décrocher le titre. Il devient entre-temps éducateur dans un foyer de réinsertion de jeunes délinquants à Marcq-en-Barœul et décide de suspendre son entrainement.
Il reprend finalement la compétition à partir d'août 2006. Ses efforts sont payants et, le 17 février 2007, il se bat en finale pour le titre de champion de France des poids légers contre Boubacar Dangnoko, qu'il bat 38 points à 25 au bout des quatre rounds.
Il participe au tournoi de qualification olympique de Pescara en 2008 mais est battu par l'ukrainien Oleksandr Klyuchko en finale. C'est donc au tournoi d'Athènes qu'il obtient son billet olympique. 
Pendant son parcours olympique, il se défait successivement du coréen Kim-Song Guk, du portoricain José Pedraza (13-9) puis du chinois Hu Qing (9-6). En demi-finale, il bat assez facilement le cubain Yordenis Ugas, ancien champion sacré en 2005, sur le score de 15-8. Il affronte en finale Aleksey Tishchenko, médaillé d'or à Athènes dans la catégorie inférieure, mais s'incline de justesse (9-11).

### Boxe professionnelle
Passé professionnel en 2009, Daouda Sow devient champion de France des poids légers le 1er juillet 2011 après sa victoire aux points face à Affif Hamdani.
Il subit sa première défaite le 12 mars 2016 à Levallois-Perret contre Rénald Garrido. Il perd également contre Yazid Amghar, champion de France des poids super-légers, le 28 avril 2017.

### Postérité
La salle de boxe de la ville de Hem, où le boxeur a grandi, porte le nom du champion local.

### Vie actuelle
Après quelques tentatives de retour au plus haut niveau, Daouda Sow range définitivement les gants en 2020. Désormais, il se consacre pleinement aux autres que ce soit à travers des séances de coaching, de son association Action Boxe à Hem ou de la salle Apollo Sporting Club qu’il gère à Lille. 
En octobre 2022, il sort son autobiographie « La Médaille du cœur », co-écrite avec Joffrey Vanhollemeersch, aux éditions Effusion Première Partie. Dans celle-ci, il revient sur toute son histoire, en espérant notamment qu’elle soit une source d’inspiration pour la jeune génération actuelle.

## Palmarès

### Jeux olympiques
- Médaille d'argent dans la catégorie poids légers lors des Jeux olympiques de 2008 à Pékin

### Championnat de France
- Champion de France Cadets 2 des poids mouches en 1999
- Champion de France Juniors 1 des poids coqs en 2000
- Champion de France Seniors des poids légers en 2007 (amateur)
- Champion de France Seniors des poids légers en 2009 (amateur)
- Champion de France des poids légers en 2011 (professionnel)
- Champion de France des poids légers en 2012 (professionnel)